# Rugby a 15 nel 2011

## Attività internazionale
| Torneo                                                 | Edizione                   | Campione      |
| ------------------------------------------------------ | -------------------------- | ------------- |
| Coppa del Mondo                                        | Coppa del Mondo 2011       | Nuova Zelanda |
| Tri Nations                                            | Tri Nations 2011           | Australia     |
| Sei Nazioni                                            | Sei Nazioni 2011           | Inghilterra   |
| Sei Nazioni femminile                                  | Sei Nazioni femminile 2011 | Inghilterra   |
| Sudamericano                                           | Sudamericano 2011          | Argentina A   |
| Churchill Cup                                          | Churchill Cup 2011         | Inghilterra A |
| Pacific Nations Cup                                    | Pacific Nations Cup 2011   | Giappone      |
| Campionato europeo femminile                           | Trofeo femminile FIRA 2011 | Inghilterra   |
| Per maggiori dettagli vai alle voci dei singoli tornei |                            |               |

## Attività di club
| Nazione                                                | Torneo                    | Stagione                    | Campione     |
| ------------------------------------------------------ | ------------------------- | --------------------------- | ------------ |
| -                                                      | Heineken Cup              | Heineken Cup 2010-11        | Leinster     |
| -                                                      | European Challenge Cup    | Challenge Cup 2010-11       | Harlequins   |
| Australia Nuova Zelanda Sudafrica                      | Super 15                  | Super 15 2011               | Reds         |
| Galles Irlanda Italia Scozia                           | Celtic League             | Celtic League 2010-11       | Munster      |
| Argentina                                              | Campionato argentino      | Campionato argentino 2011   | Córdoba      |
| Brasile                                                | Super 10                  | Super 10 2011               | São José     |
| Francia                                                | Top 14                    | Top 14 2010-11              | Tolosa       |
| Inghilterra                                            | English Premiership       | Premiership 2010-11         | Saracens     |
| Inghilterra Galles                                     | Coppa Anglo-Gallese       | Coppa Anglo-Gallese 2010-11 | Gloucester   |
| Giappone                                               | Top League                | Top League 2010-11          | Wild Knights |
| Italia                                                 | Eccellenza                | Eccellenza 2010-11          | Petrarca     |
| Italia                                                 | Trofeo Eccellenza         | Trofeo Eccellenza 2010-11   | Rugby Roma   |
| Nuova Zelanda                                          | ITM Cup                   | ITM Cup 2011                | Canterbury   |
| Romania                                                | SuperLiga                 | SuperLiga 2010-11           | Baia Mare    |
| Russia                                                 | Professional Rugby League | Campionato 2010-11          | Enisej-STM   |
| Spagna                                                 | División de Honor         | División de Honor 2010-11   | La Vila      |
| Sudafrica                                              | Currie Cup                | Currie Cup 2011             | Golden Lions |
| Sudafrica                                              | Vodacom Cup               | Vodacom Cup 2011            | Pampas XV    |
| Per maggiori dettagli vai alle voci dei singoli tornei |                           |                             |              |